# Eddystone Arsenal

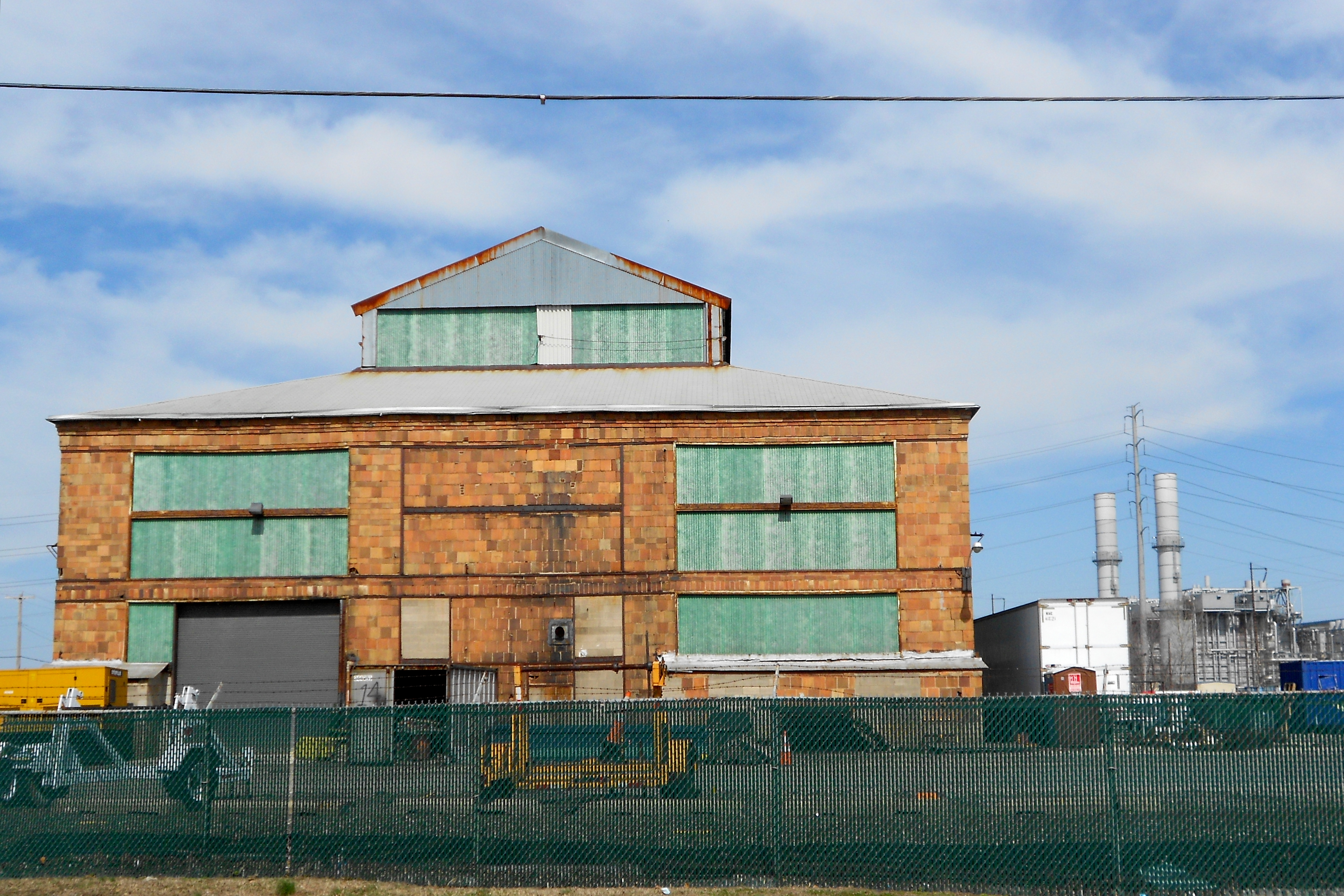
Сохранившееся здание завода

Eddystone Arsenal (с англ. — «Эддистоунский арсенал») — располагавшееся в боро Эддистоун (округ Дэлавер, штат Пенсильвания) дочернее предприятие компании Baldwin Locomotive Works, производившее военную технику и вооружение для США и их союзников в период Первой мировой войны. На тот период являлся крупнейшим в мире оружейным заводом, но после окончания военных событий в 1920 году был перепрофилирован под локомотивостроение.

## История

### Выпуск боеприпасов

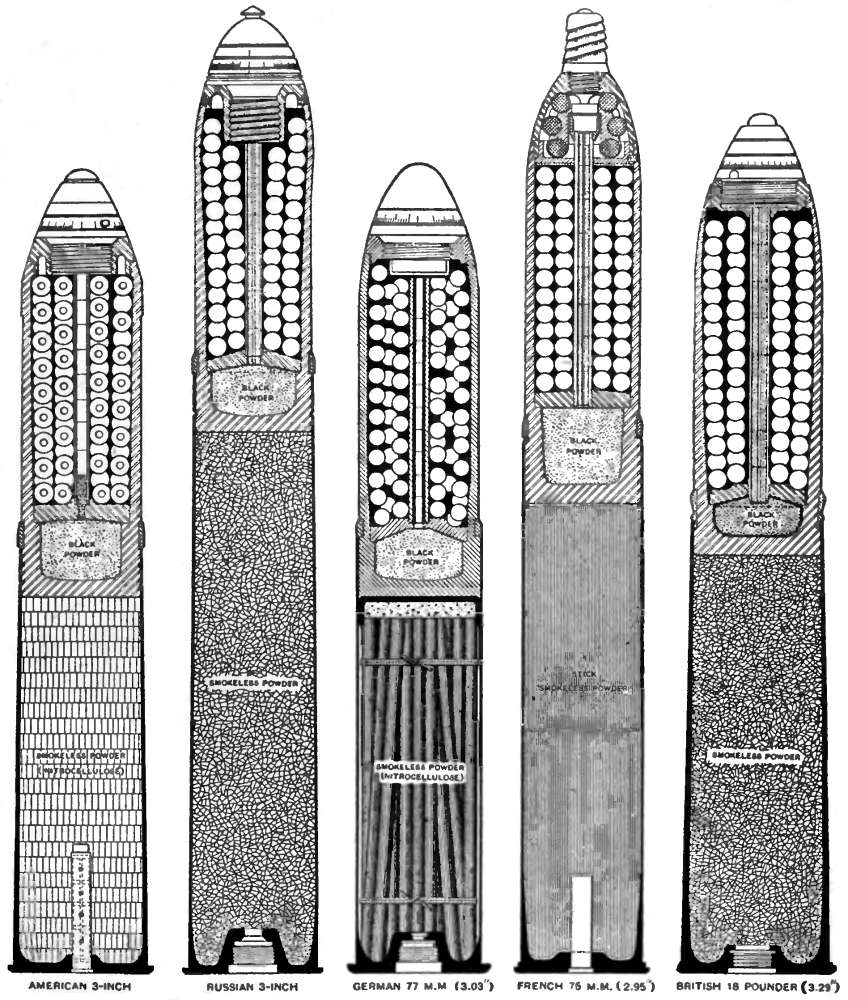
Типы шрапнельных снарядов периода Первой мировой войны. Второй слева выпускался Эддистоунским заводом

В начале Первой мировой Великобритания и Франция разместили заказ компании Baldwin Locomotive Works на выпуск снарядов калибра от 12 до 30 см. Несмотря на расширение мощностей в Филадельфии, завод всё равно не мог справиться в возросшим производством, поэтому было решено возвести новые цеха в Эддистоуне, в котором уже находился один из магазинов завода. В ноябре 1915 году Эддистоунская компания боеприпасов (англ. Eddystone Munitions Company) начал производство, в том числе для российской армии, а вскоре была построена и пристань на протекающей рядом реке Делавэр. 10 апреля 1917 года на складе снарядов произошёл взрыв, в результате которого погибли около 139 человек, преимущественно женщины и девочки. 27 сентября 1917 года были открыты производственные мощности для выпуска шрапнели для армии США. Всего завод выпустил 6 565 355 различных снарядов, прежде чем в 1920 году Baldwin Locomotive Works не перенесла в него свои основные мощности по выпуску паровозов.

### Выпуск стрелкового оружия

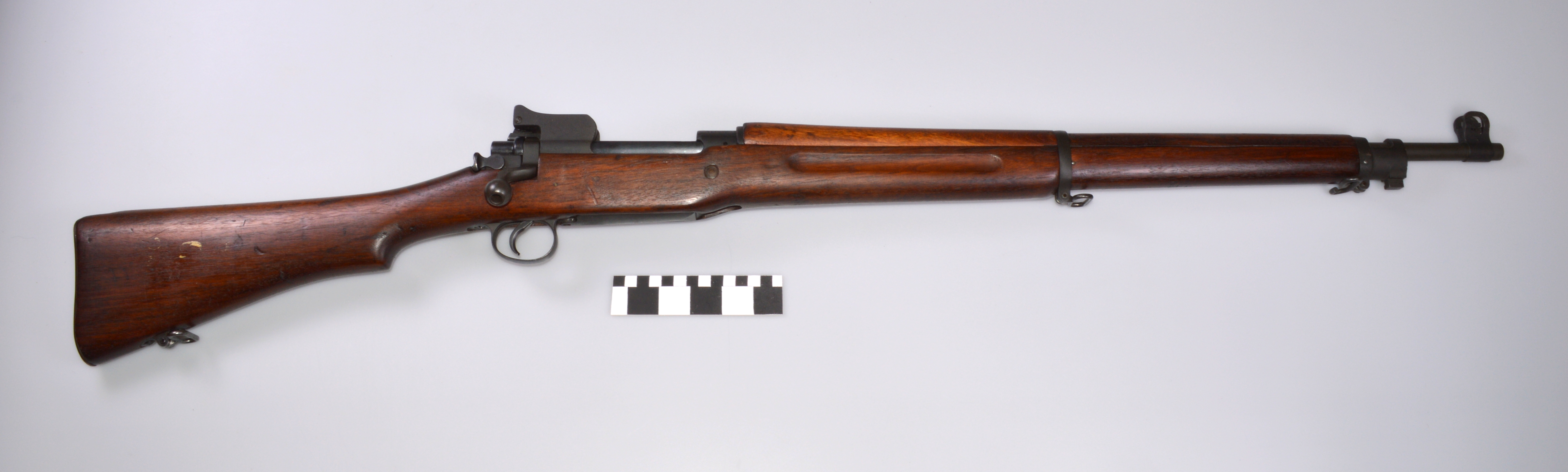
Винтовка Model 1917 армии США производства Эддистоунского стрелкового завода

Когда 4 августа 1914 года Великобритания объявила войну Германии, в её армии при этом наблюдался дефицит пехотного оружия. Тогда британская делегация направилась в США, где через J.P. Morgan заключила контракты на поставку винтовок с компаниями Remington Arms Company (Эддистоун, Пенсильвания) на 2 000 000 единиц, Remington Arms and Ammunition Company (Илион, Нью-Йорк) — на 1 000 000 единиц и Winchester Repeating Arms Company (Нью-Хейвен, Коннектикут) — на 400 000 единиц.
Для выполнения столь большого заказа компания Remington из Илиона снесла многие свои устаревшие здания и на их месте возвела новые мощности, которые позволяли выпускать в среднем 1000 винтовок в день. Тем временем компания из Эддистоуна решила пойти другим путём. Её председатель Марселлус Хартли Додж связавшись с руководством Baldwin Locomotive Works сумел убедить его построить в данном боро ещё несколько зданий и сдать их в аренду производителю оружия, что и было выполнено в 1915 году. При этом пост Главного инженера по надзору за строительством занял полковник Джон Томпсон, который для этого даже специально уволился из армии; позже он вернётся на службу, а в 1917 году изобретёт свой знаменитый пистолет-пулемёт.
В июне 1916 года Эддистоунский стрелковый завод (англ. Eddystone Rifle Plant) начал выпуск винтовок Pattern 1914 Enfield. Его общая площадь насчитывала 33,6 акров (13,6 гектаров), что было втрое больше площади завода Baldwin в Филадельфии — на тот момент это был крупнейший стрелковый завод в мире. На пике производства штат завода составлял 15 тысяч человек, а также 1317 государственных инспекторов. Благодаря появлению данного предприятия население боро Эддистоун стало быстро расти и если в 1910 году оно составляло 800 человек, то к 1920 достигло 2400 человек, а к 1923 — 2900 человек. Так как в 1916 году затвор винтовки был изменён, обозначение модели сменилось на Mark I, причём продукция из Эддистоуна получила полное обозначение Mark I*E; всего для Великобритании было построено 604 941 винтовка Mk I*E по цене 43,75 доллара каждая.
6 апреля 1917 года США вступили в Первую мировую на стороне Антанты, в связи с чем Эддистоунский завод получил заказ на 450 тысяч винтовок Model 1917, а вскоре ещё один на 250 тысяч. К тому времени штат завода сократился до 10,5 тысяч человек, но к сентябрю 1918 года достиг 15 409 человек, что позволило довести среднесуточный выпуск до 5000 единиц в день, а рекорд составлял 7201 винтовка в день. С начала 1918 года к производству оружия стали допускать и женщин, которых через пять месяцев насчитывалось уже 3 тысячи — 19 % штата. 17 сентября 1917 года было начато выполнение первого заказа для американской армии, а к 30 июня 1918 года были завершены оба. Производство стрелкового оружия велось до марта 1919 года; всего было построено 1 332 477 винтовок Model 1917 и 1 352 862 запасные части к ним.